# Relación carbono/nitrógeno
La relación Carbono/Nitrógeno es un valor numérico que determina la proporción de Carbono/Nitrógeno que podemos encontrar en un suelo. El carbono y el nitrógeno son dos elementos indispensables para el desarrollo de la vida ya que afectan directa o indirectamente a todos los procesos biológicos. 
El carbono fijado por la biomasa proviene del CO2 atmosférico, reducido durante el proceso de fotosíntesis por las plantas, y suele oscilar en torno a un 50-60% de la materia orgánica. 
Sin embargo, el porcentaje de nitrógeno es muchísimo menor que el porcentaje de carbono. Debido a esto y a la competencia que ejercen los distintos seres vivos para la obtención del elemento, puede ser un factor limitante.
La relación C/N se utiliza para medir la biomasa y la evolución de la materia orgánica en los estudios de fertilidad del suelo.

## La humificación y la relación C/N
Para una buena humificación de la materia orgánica, es muy importante que la riqueza en Carbono y Nitrógeno esté situada entre unos determinados valores, debido a que la microflora edáfica, que actúa en la descomposición y mineralización de la materia orgánica, requiere Carbono como fuente de energía, y Nitrógeno como intermediario en la síntesis de proteínas. Si no disponen de alguno de estos elementos, la mineralización se ralentiza y por consiguiente la producción vegetal no dispone de suficientes nutrientes para su desarrollo y a su vez, el suelo puede perder parte de su estructura.

## Valores
La relación C/N del suelo varía fundamentalmente en función de la relación C/N de la materia orgánica vegetal existente. Las leguminosas, por ejemplo, poseen una relación C/N de 9-10, lo que es muy beneficioso para el suelo. De este modo podemos determinar que un suelo se considera fértil si el valor numérico de esta relación se encuentra en torno a 10.